# 阿尔巴隆伽

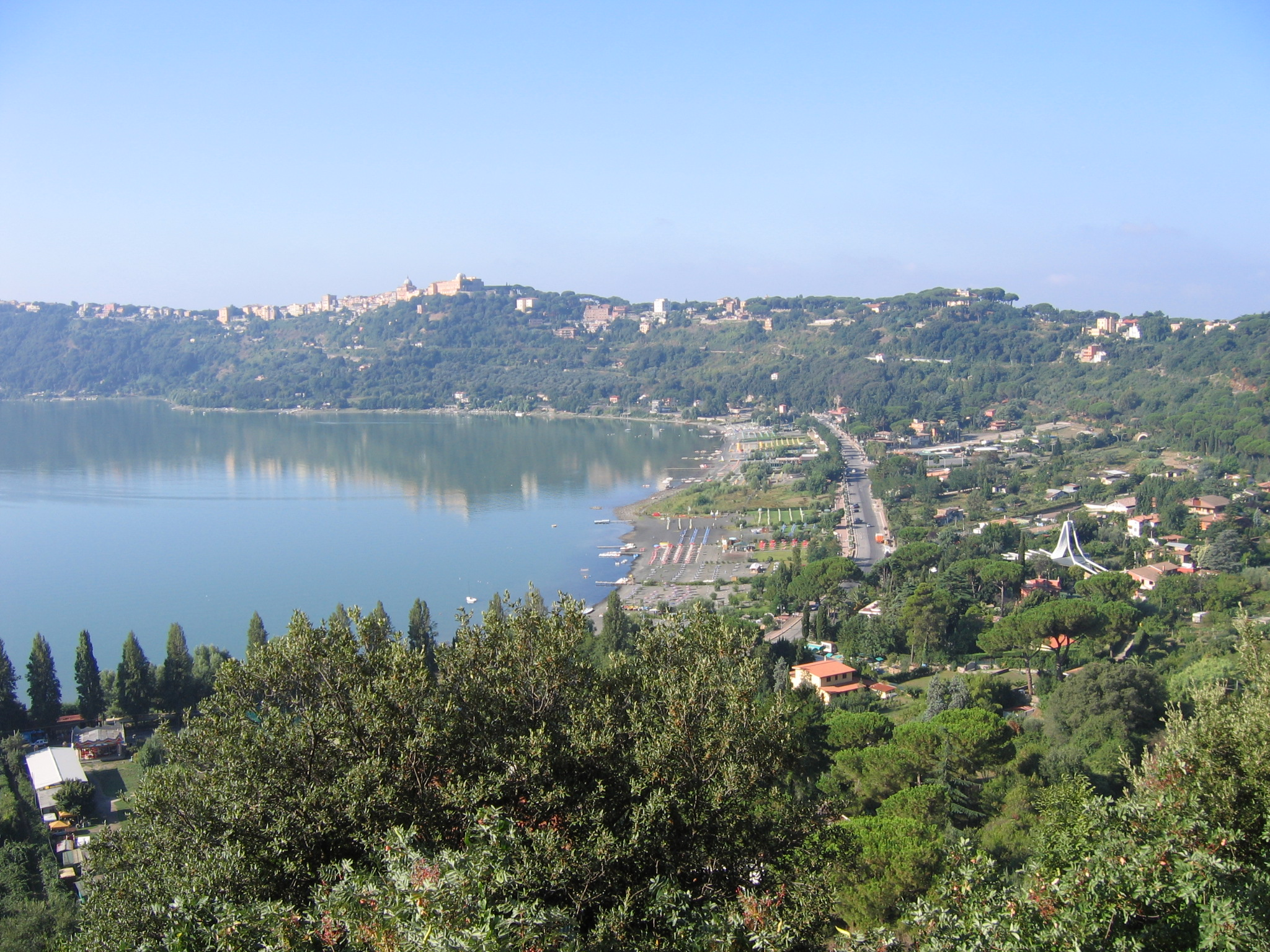
甘多尔福堡，最接近传说中的阿尔巴隆伽的地方

阿尔巴隆伽是古代拉丁姆的一个城市，它位于意大利中部，古代罗马的东南方阿尔班山上。在公元前7世纪，它被罗马毁灭。